# Un genio in famiglia (film)
Un genio in famiglia (So Goes My Love) è un film del 1946 diretto da Frank Ryan.
È una commedia statunitense con Myrna Loy, Don Ameche e Rhys Williams. È incentrato sulle vicende dell'inventore Hiram Stevens Maxim ed è basato sul romanzo autobiografico del 1936 A Genius in the Family di Hiram Percy Maxim, il figlio.

## Produzione
Il film, diretto da Frank Ryan su una sceneggiatura di Bruce Manning e Clifton James con il soggetto di Hiram Percy Maxim, fu prodotto da Manning e Jack H. Skirball per la Universal Pictures e girato negli Universal Studios a Universal City, in California dal 29 ottobre al dicembre 1945. I titoli di lavorazione furono A Genius in the Family e The Life of Hiram Percy Maxim.

## Distribuzione
Il film fu distribuito con il titolo So Goes My Love negli Stati Uniti dal 19 aprile 1946 al cinema dalla Universal Pictures.
Altre distribuzioni:
- in Francia nel 1946 (Ainsi va mon coeur)
- in Svezia il 3 giugno 1946 (Hela livet leker)
- in Portogallo il 29 novembre 1946 (Amor Tempestuoso)
- in Spagna il 9 dicembre 1946 (Así es mi amor)
- in Finlandia il 22 agosto 1947 (Kappale sinistä taivasta)
- in Danimarca il 26 settembre 1947 (Saadan er vor Kærlighed)
- in Brasile (Amor Tempestuoso)
- nel Regno Unito (A Genius in the Family)
- in Italia (Un genio in famiglia)

## Promozione
La tagline è: "They've got the World by the Heart! ".

## Accoglienza

### Critica
Secondo il Morandini il film è una "serena commediola per famiglie, tutta rose e fiori".